# Warner Music Brasil
La Warner Music Brasil è una etichetta discografica brasiliana appartenente alla corporazione statunitense Warner Records: è il ramo brasiliano della Warner Music Group.